# 格特·于贝勒
格特·于贝勒（德語：Gert Uebeler，1957年3月15日—），德国男子赛艇运动员。他曾代表德国参加世界赛艇锦标赛，获得二枚金牌和二枚银牌。他也在1974年世界青年赛艇锦标赛上获得金牌。